# Luohe
För andra betydelser, se Luohe (olika betydelser).
Luohe, tidigare känd som Lohochai, är en stad på prefekturnivå i Henan-provinsen i centrala Kina. Den ligger omkring 120 kilometer söder om provinshuvudstaden Zhengzhou.

## Historia
Luohe var tidigare en mindre köping i häradet Yancheng, men 1949 ombildades orten till stad på häradsnivå tillsammans med Yancheng. Orten blev upphöjd till stad på prefekturnivå 1986 och utökade då sitt territorium med flera distrikt och härad.

## Administrativ indelning
Luohe indelas i tre stadsdistrikt och två härad.
- Stadsdistriktet Yancheng (郾城区)
- Stadsdistriktet Yuanhui (源汇区)
- Stadsdistriktet Shaoling (召陵区)
- Häradet Linying (临颍县)
- Häradet Wuyang (舞阳县)

Den kända maoistiska byn Nanjie är belägen i Linying. 

## Klimat
Genomsnittlig årsnederbörd är 847 millimeter. Den regnigaste månaden är september, med i genomsnitt 154 mm nederbörd, och den torraste är januari, med 6 mm nederbörd.